# South Cinque Island
South Cinque Island är en ö i Indien.   Den ligger i unionsterritoriet Andamanerna och Nikobarerna, i den sydöstra delen av landet, 2 500 km sydost om huvudstaden New Delhi. Arean är 4,9 kvadratkilometer.
Terrängen på South Cinque Island är platt. Öns högsta punkt är 161 meter över havet. Den sträcker sig 5,3 kilometer i nord-sydlig riktning, och 2,2 kilometer i öst-västlig riktning.